# 빅토리 라이너

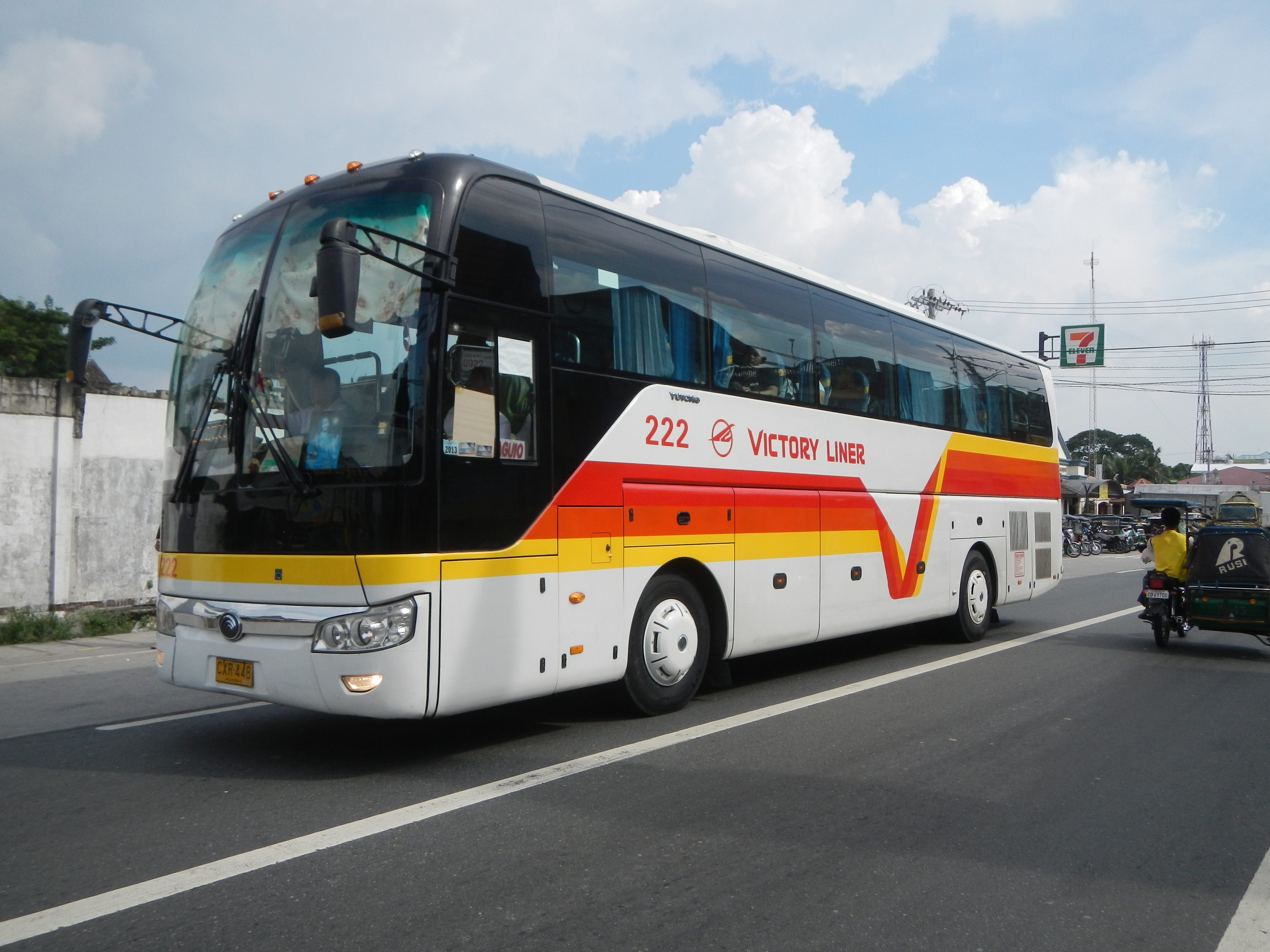
빅토리 라이너 버스

빅토리 라이너(Victory Liner Inc., VLI)는 필리핀의 버스 운송 회사이다. 설립자는 호세 페르난데스이며, 1945년에 설립되었다.
이 회사는 마닐라를 비롯한 루손섬 북부 지역의 전 지역의 노선을 운행한다. 현재 필리핀의 최대 시외 · 고속버스 운송 회사이다.
필리핀에서 현대 유니버스 등 한국 차량을 많이 가지고 있는 것으로 알려졌다.

## 보유 차종
자일대우버스
- 대우 BF106
- 대우 BV115
- 자일대우 FX120 크루징스타

히노 자동차
- RF (2대만 운행)
- RK

현대자동차
- 현대 뉴 슈퍼에어로시티
- 현대 유니시티
- 현대 에어로
- 현대 유니버스

기아
- 기아 그랜버드

이스즈 자동차
- 큐빅

킹롱
- XMQ6118JB
- XMQ6126Y

MAN
- 18.232
- 16.290
- 18.310
- 18.280

UD 트럭
- CPB87N
- SP215NSB
- 닛산 디젤 UA
- RB
- JA
- PE6T
- PF6T

유통 그룹
- ZK6100H

### 퇴역 차량
히노
- 그랜드시어터
- 프리즈마

미쓰비시 후소 트럭 · 버스
- 미쓰비시후소 에어로 버스

세트라
- S215HR (limited number only)

## 갤러리

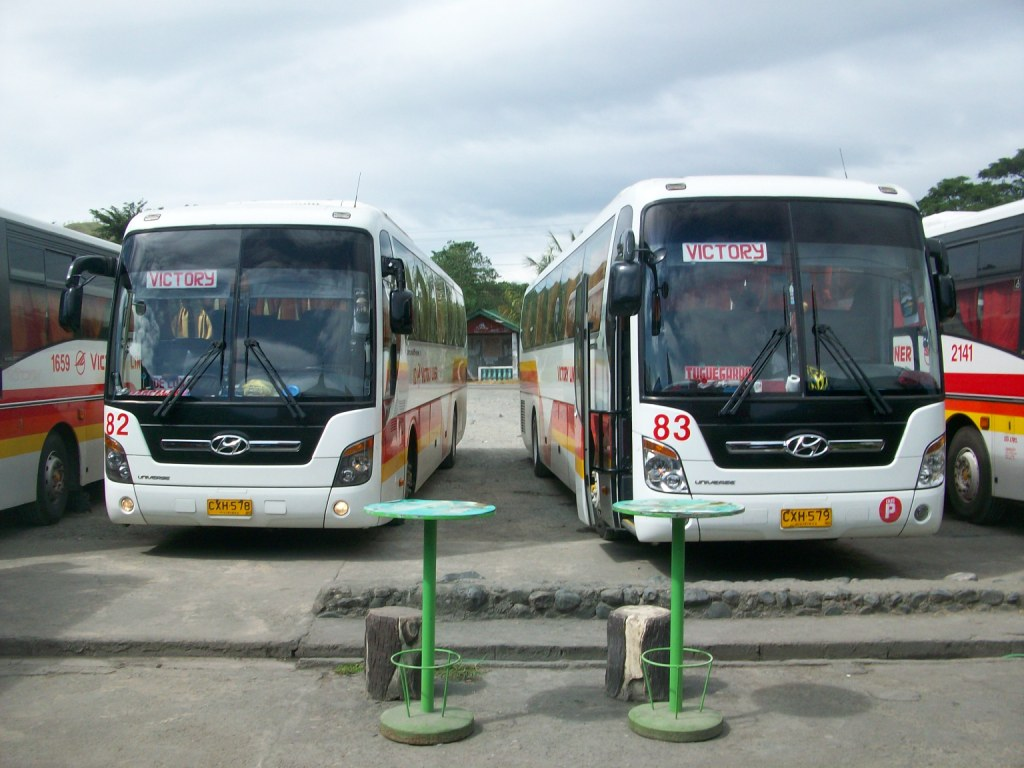
현대 유니버스 스페이스 클래식
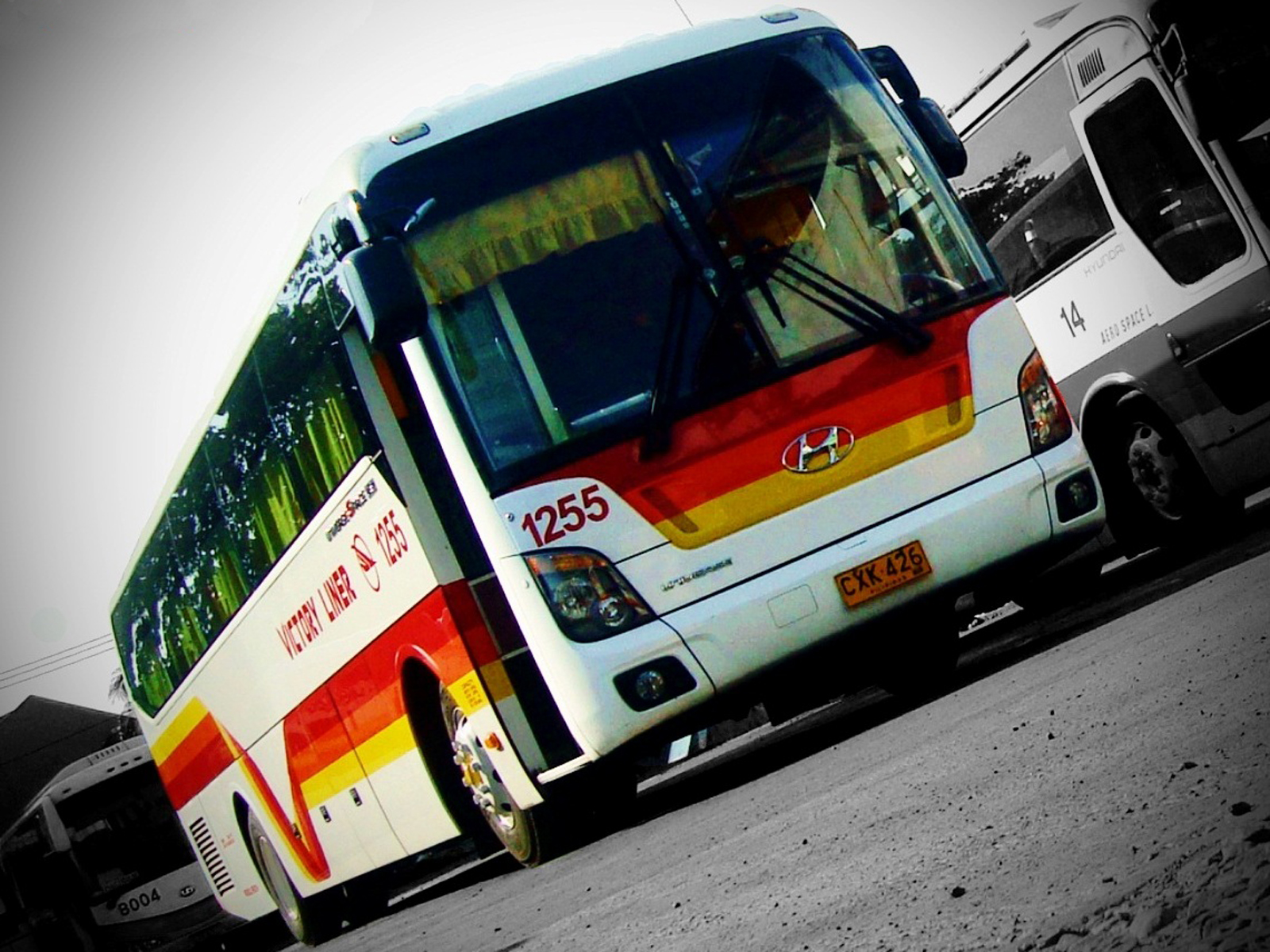
현대 유니버스 스페이스 클래식